# السمو الأميري

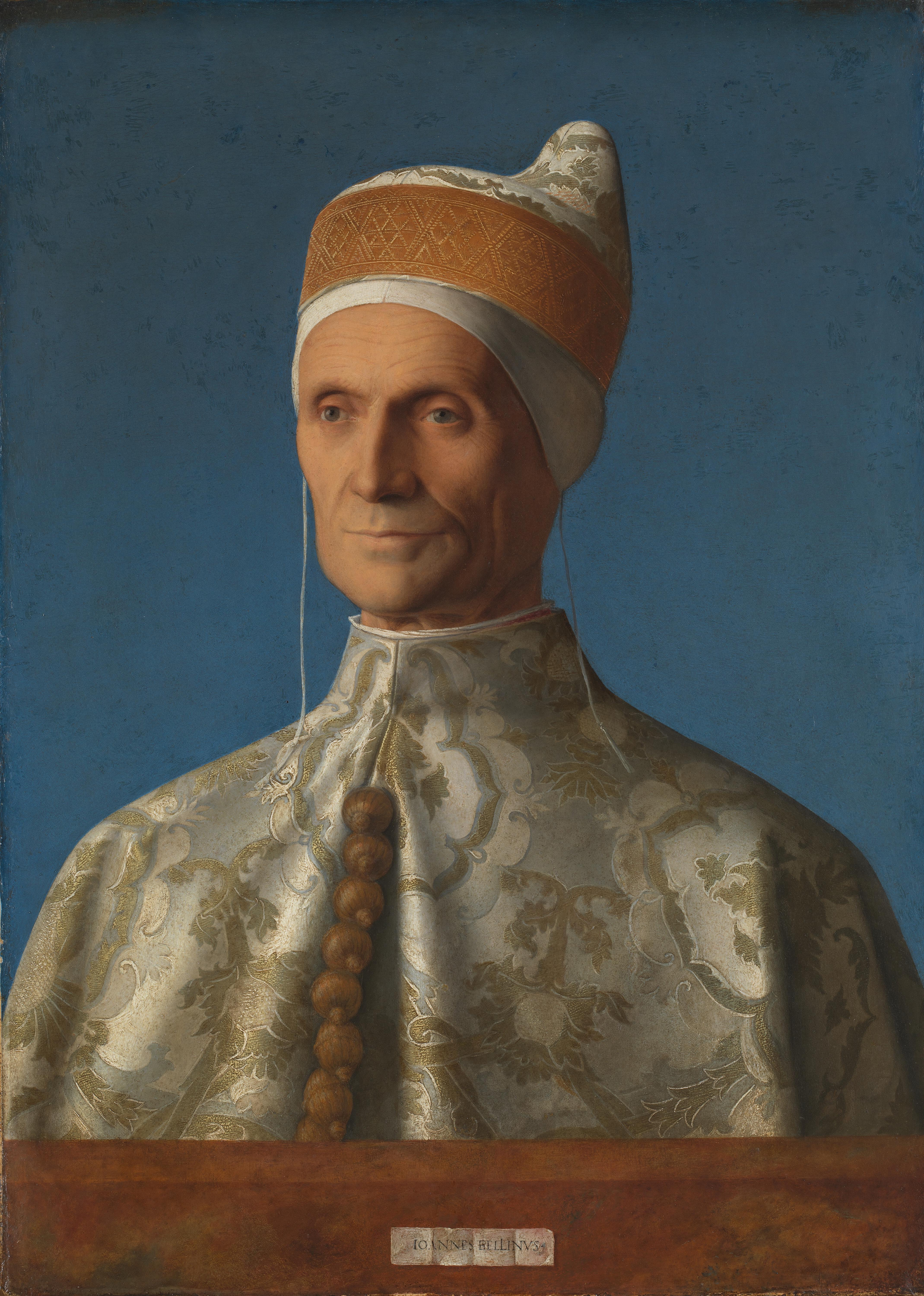

السمو الجليل (بالإنجليزية Serene Highness) هو أسلوب مخاطبة تستخدمه العائلاتان الحاكمتان في إمارتي ليختنشتاين وموناكو. وهو أقل درجة من أسلوب المخاطبة بـ صاحب السمو وصاحب السمو الملكي.